# 스미키 사야토
스미키 사야토(일본어: 澄輝 さやと すみき さやと[*], 11월 24일 - )는 일본의 배우이다. 전 다카라즈카 가극단 소라구미 소속 남역 스타이다.
효고현 고베시, 고베쇼인고등학교 출신이다. 키 171cm, 애칭은 "앗키-"이다.
소속사는 다카라즈카 라이브 넥스트이다.

## 약력
2003년, 다카라즈카 음악학교에 입학하였다.
2005년, 다카라즈카 가극단 91기생으로 입단. 입단 당시 성적은 17등. 하나구미 공연 「마라케시 붉은 묘표／엔터 더 레뷰」로 초무대. 그 후, 소라구미에 배속되었다.
2011년, 「클라시코 이탈리아노」로 신인공연 첫 주연을 맡았다. 신인공연 최종학년이자 마지막 찬스인 입단 7년차에 발탁되었다.
2015년, 「New Wave! -소라-」로 바우홀 공연 첫 주연을 맡았다.
2019년 7월 21일, 「오션스 11」 도쿄공연 천추락을 기해, 다카라즈카 가극단을 퇴단하였다.
퇴단 후에는 무대 출연 외의 요가 강사로서 활동하고 있다.

## 퇴단 후 주요 활동

### 무대
- 2021년 4월, 『엘리자베트 TAKARAZUKA 25주년 스페셜 갈라 콘서트』 (우메다예술극장・토큐시어터오브) - 루돌프
- 2023년 2월, 『『도검난무』우전 모순원씨이야기(矛盾源氏物語)』 (TOKYO DOME CITY HALL・오릭스극장) - 히메츠루 일문자(一文字)

## TV출연
- 2017년 12월, 후지테레비 『2017 FNS가요제 제1밤』